# رتوراس
رتوراس (به اسپانیایی: Roturas) یک شهرستان در اسپانیا است که در استان وایادولید واقع شده‌است.